# فرگشت انسانی نوین

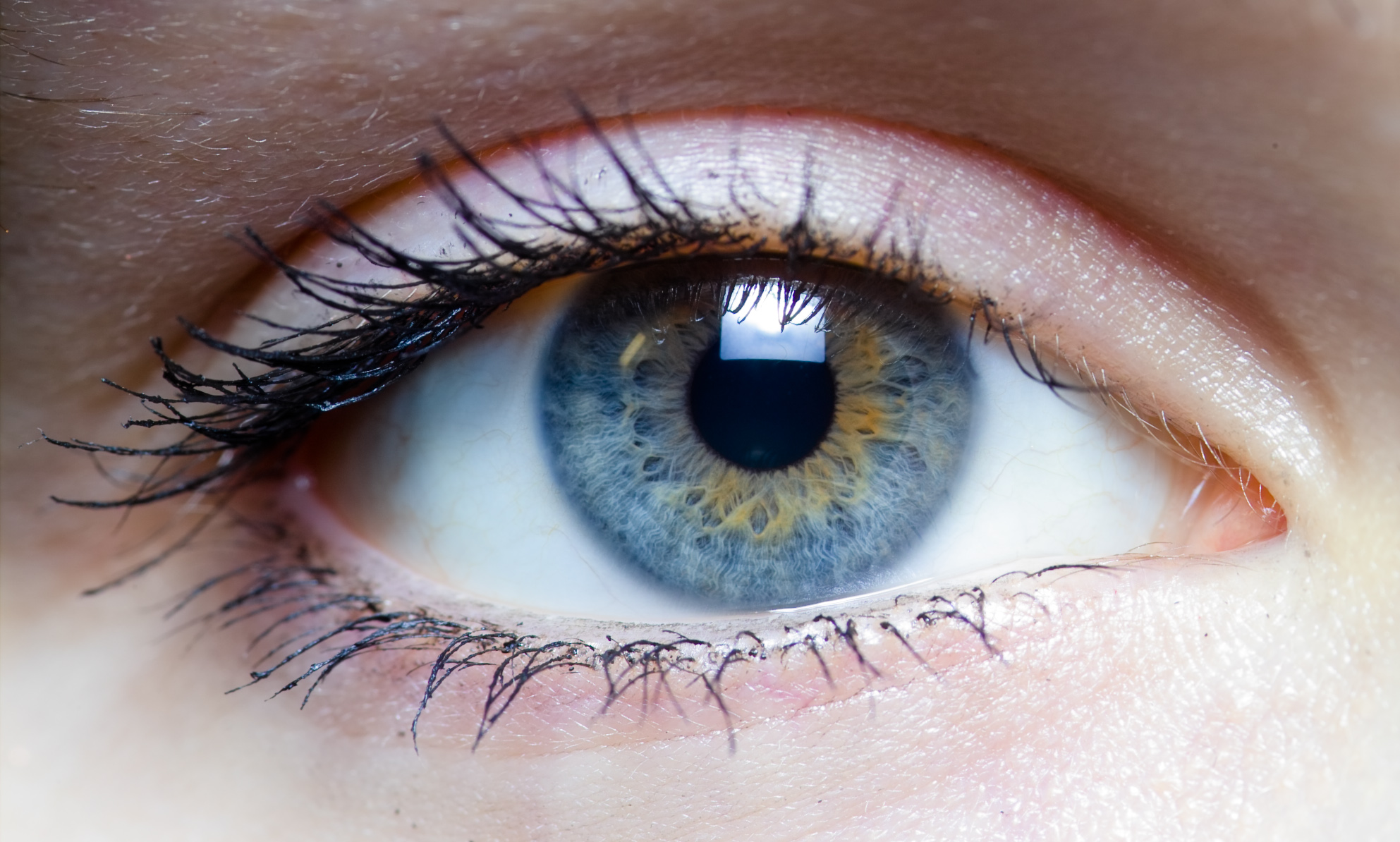
همه انسان‌های چشم‌آبی نیاکان مشترکی دارند.

فرگشت انسانی نوین یا فرگشت انسانی اخیر (به انگلیسی: Recent human evolution) به سازگاری فرگشتی، انتخاب جنسی و طبیعی، و رانش ژنتیکی در جمعیت‌های انسان خردمند، از زمان جدایی و پراکندگی آنها در پارینه‌سنگی میانی در حدود ۵۰۰۰۰ سال پیش، اشاره دارد. برخلاف تصور رایج، نه تنها انسان‌ها هنوز در حال فرگشت هستند، بلکه فرگشت آنها از آغاز کشاورزی سریع‌تر از همیشه بوده‌است. پیشنهاد شده‌است که فرهنگ انسانی به عنوان یک نیروی انتخابی در فرگشت انسان عمل می‌کند و آن را سرعت می‌بخشد. با این حال، این مورد مناقشه است. با مجموعه داده‌های به اندازه کافی بزرگ و روش‌های پژوهشی نوین، دانشمندان می‌توانند تغییرها در فراوانی یک آلل را که در یک زیرمجموعه کوچک از جمعیت در طول یک عمر اتفاق می‌افتد، که کوتاه‌ترین مقیاس زمانی معنی‌دار در تکامل است، مطالعه کنند. مقایسه یک ژن معین با ژن‌های دیگر، به ژنتیک‌دانان توانایی می‌دهد تا تعیین کنند که آیا این ژن تنها در انسان به سرعت در حال فرگشت است یا خیر. به عنوان مثال، در حالی که DNA انسان به‌طور متوسط ۹۸٪ با DNA شامپانزه یکسان است، منطقه به اصطلاح انسان شتاب‌گرفته 1 (HAR1) که در رشد مغز نقش دارد، تنها ۸۵٪ مشابه است.

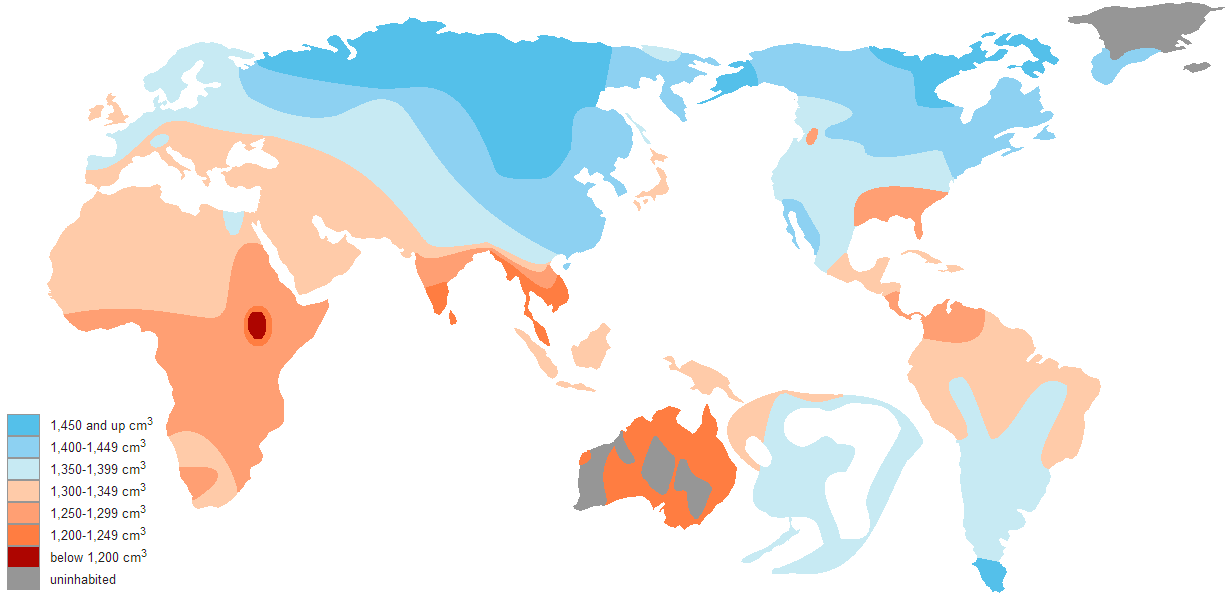
میانگین ظرفیت جمجمه بزرگتر با زندگی در مناطق سرد ارتباط دارد.

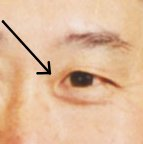
تصور می‌شود که چین‌های اپیکانتی یک ویژگی خاص در انسان‌های باستانی از شرق و جنوب شرق آسیا است و ممکن است از پیش در انسان‌های اولیه در آفریقا منشأ گرفته باشد.